# Петров, Георгий Юрьевич
Гео́ргий Ю́рьевич Петро́в (19 августа 1988, Усть-Каменогорск) — казахстанский профессиональный хоккеист, защитник «Казцинк-Торпедо» (ВХЛ) и сборной Казахстана.

## Карьера
Воспитанник усть-каменогорского хоккея. Также выступал за «Барыс».
Участник чемпионатов мира по хоккею 2009, 2010 года. Серебряный призёр Универсиады-2013